# Jamie Oliver

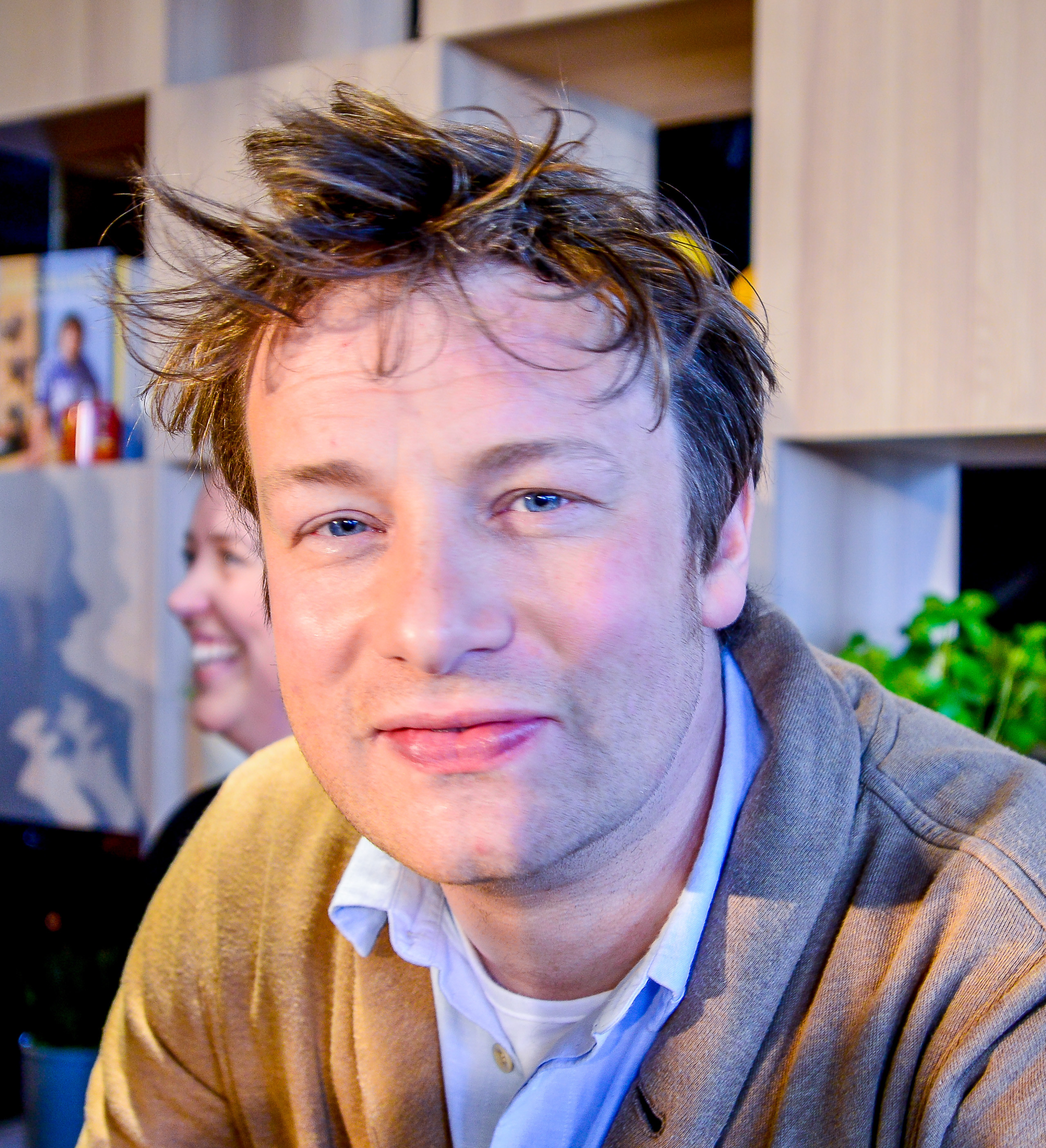
Jamie Oliver (2014)

James Trevor „Jamie“ Oliver, MBE (* 27. Mai 1975 in Clavering, Essex) ist ein britischer Koch, Fernsehkoch, Gastronom sowie Kochbuchverfasser. Sein Spitzname The Naked Chef geht auf seine erste Kochsendung zurück und steht für die Einfachheit der Zutaten und Zubereitung seiner Rezepte.

## Leben

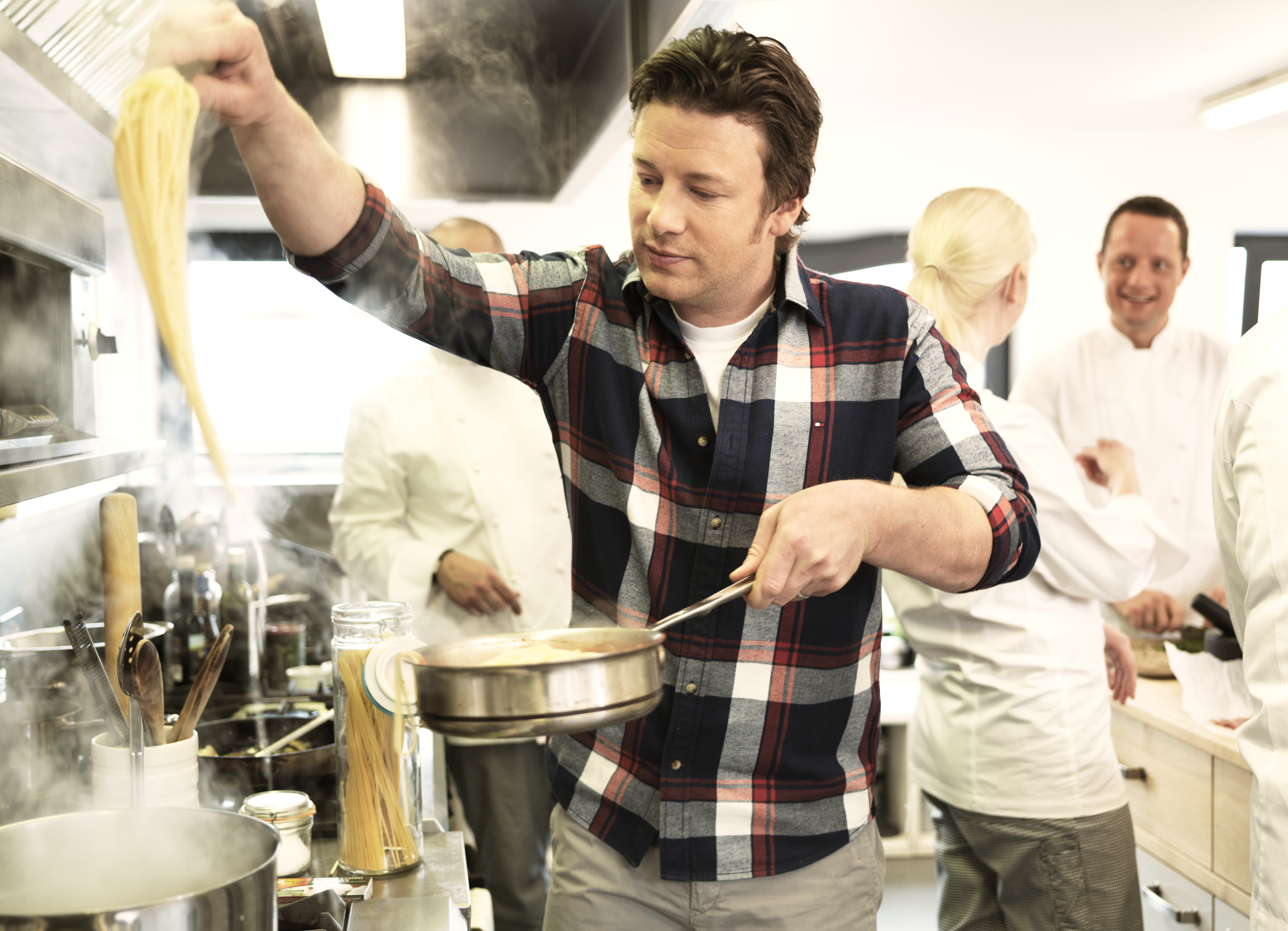
Jamie Oliver (2014)

Oliver wurde 1975 im englischen Clavering geboren, einem kleinen Dorf, das etwa 32 Kilometer südlich von Cambridge liegt. Dort arbeitete er zunächst im Pub seines Vaters, The Cricketers, in der Küche. Nach dem mittleren Schulabschluss ging er nach London, wo er am Westminster College im Rahmen einer schulischen Hauswirtschafts-Ausbildung das Kochen erlernte. Kurze Zeit später arbeitete er im Neal Street Restaurant von Gennaro Contaldo. Zu seinen Arbeitskollegen gehörte der spätere deutsche Fernsehkoch Tim Mälzer. Bei Olivers Arbeit im Restaurant River Café wurde er für das Fernsehen entdeckt. Später arbeitete er im Restaurant Monte’s, während er Werbespots drehte. Olivers erste Fernsehshow, The Naked Chef, die von 1999 bis 2001 produziert wurde, war sofort ein internationaler Erfolg, auf den zahlreiche weitere Kochsendungen folgten. Er eröffnete Restaurants und veröffentlichte Kochbücher.
Nach mehreren Fällen von Lebensmittelvergiftungen wurden 2011 bei Kontrollen von mehreren Filialen der Restaurantkette Jamie’s Italian erhöhte E.-coli-Werte gemessen und verdorbene Lebensmittel sowie schmutzige Küchengeräte gefunden. Eine von Oliver in London betriebene Metzgerei wurde 2014 wegen Hygienemängeln vorübergehend geschlossen. Unter anderem fanden Lebensmittelinspektoren bei einer Überprüfung Mäusekot und verwesende Tierkadaver. Die Restaurantkette Jamie’s Italian mit 25 Standorten in Großbritannien und 1300 Beschäftigten meldete 2019 Insolvenz an. Eine gleiche Anzahl Jamie’s-Italian-Restaurants im Ausland, die unter Lizenz betrieben werden, war davon nicht betroffen.

## Soziales Engagement
Nach seinem Durchbruch widmete Oliver sich zunehmend sozialen Themen: So eröffnete er 2002 im Rahmen der Sendung Jamie’s Kitchen sein Restaurant Fifteen in London, das arbeitslosen und sozial benachteiligten Jugendlichen die Möglichkeit bietet, das Kochen zu erlernen und in der Gastronomie zu arbeiten. Es war ebenfalls von der Insolvenz 2019 betroffen.

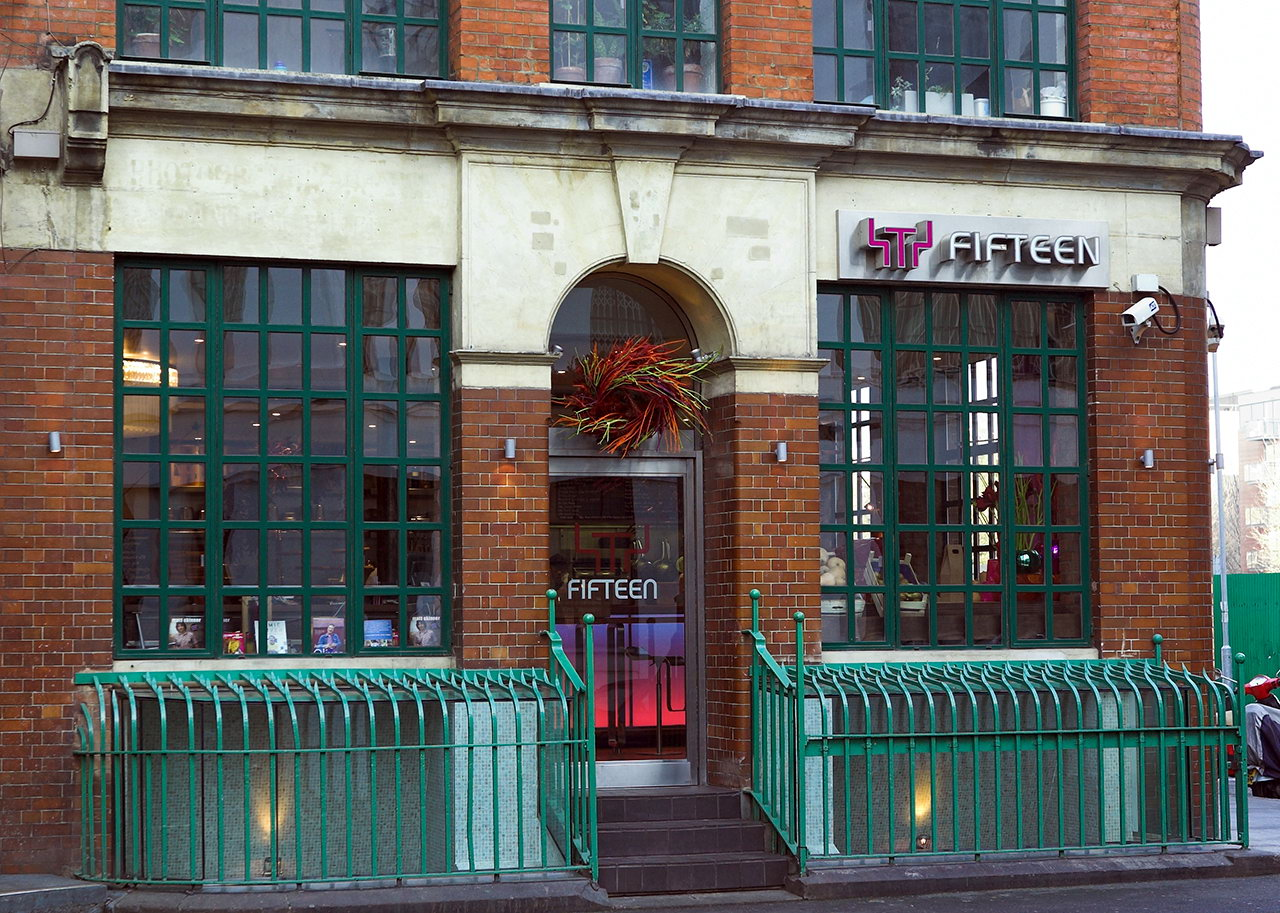
Olivers Restaurant Fifteen in London

Eine weitere Aktion war 2005 die Kampagne Feed me better, im Fernsehen unter dem Titel Jamie’s School Dinners, zur Verbesserung der Qualität des Essens in Schulkantinen. Die begleitende Fernsehserie auf Channel 4 zeigte die von Fast Food und Sparzwang dominierte Situation in Großbritanniens Schulküchen und den Versuch Olivers, den Schulkindern nahrhafte, gesunde Menüs anzubieten. Oliver sammelte dafür 241.000 Unterschriften an verschiedenen Schulen Englands. Im Zuge der Kampagne versprach die Labour-Regierung, zusätzliche 280 Millionen Pfund zur Verfügung zu stellen.
In Ministry of Food versuchte er 2008, den Einwohnern Rotherhams in Yorkshire das Kochen mit frischen Zutaten und gesunde Ernährung nahezubringen. Dafür lehrte er eine kleine Gruppe von Einwohnern Rezepte; diese wiederum sollte die Rezepte an Nachbarn, Kollegen und Freunde in einer Kochveranstaltung weitergeben. Die Idee zur Sendung stammt aus der Zeit des Zweiten Weltkriegs: Das britische Ministry of Food hatte auf diese Weise Rezepte an die Bevölkerung verteilt, als Lebensmittel rationiert waren.

“I wish for your help to create a strong, sustainable movement to educate every child about food, inspire families to cook again and empower people everywhere to fight obesity.”

„Ich erhoffe mir Ihre Hilfe, um eine starke, dauerhafte Bewegung zu erschaffen, damit jedes Kind Unterricht in Sachen Ernährung erhält, Familien dazu bewegt werden, wieder zu kochen und Menschen überall dabei geholfen werden kann, die Adipositas zu bekämpfen.“

## Kritik
- 2005 wurde Oliver für das Schächten eines Lamms in seiner Sendung Jamie’s Great Italian Escape kritisiert.[9][10]

- Erneute Irritation löste er 2008 aus, als er, um auf die Zustände in Legebatterien hinzuweisen, Küken in seiner Sendung erstickte.[11]

- Im November 2024 zog er seinen Fantasyroman Billy and the Epic Escape zurück, nachdem australische Ureinwohner Kritik an der Darstellung indigener Themen geübt hatten.[12]

## Privatleben
1989 gründete Oliver zusammen mit Leigh Haggerwood die Rockband Scarlet Division, in der er bis heute Schlagzeug spielt. Oliver ist seit Juni 2000 mit Juliette „Jools“ Norton verheiratet; die beiden haben drei Töchter und zwei Söhne.
Im Oktober 2003 wurde Oliver zum Member of the Order of the British Empire ernannt.

## Auszeichnungen und Ehrungen
- 2001: Fernsehpreis BAFTA
- 2003: The Most Excellent Order of the British Empire MBE
- 2006: The People’s Voice Award (Webby) für die Webseite und die Aktivitäten zur „Feed Me Better“-Kampagne
- 2010: TED Prize[8]
- 2010: Emmy Award für Jamie’s Food Revolution in der Kategorie „Outstanding Reality Program“
- 2010: Deutscher Nachhaltigkeitspreis in der Kategorie „Ehrenpreis“

## Publikationen
- Kochen mit Jamie Oliver (The Naked Chef), Dorling Kindersley,  Starnberg 2002, ISBN 3-8310-0394-7.
- Genial Kochen mit Jamie Oliver (Happy Days with the Naked Chef), 2002, ISBN 978-3-8310-1637-2.
- Jamie’s Kitchen, 2003, ISBN 3-8310-0803-5.
- Kochen für Freunde (The Naked Chef Takes Off/The Return of the Naked Chef), 2004, ISBN 3-8310-0654-7.
- Essen ist fertig! (Jamie’s Dinners), 2005, ISBN 3-8310-0729-2.
- Genial italienisch (Jamie’s Italy/Jamie’s Great Italian Escape), 2006, ISBN 978-3-8310-0879-7.
- Besser Kochen mit Jamie (COOK with Jamie), 2007, ISBN 3-8310-1031-5.
- Natürlich Jamie (Jamie at Home), 2007, ISBN 3-8310-1102-8.
- Jamies Kochschule (Ministry of Food/Jamie’s Food Revolution), 2008, ISBN 3-8310-1322-5.
- Jamies Amerika (Jamie’s America), 2009, ISBN 3-8310-1556-2.
- Jamies 30 Minuten Menüs. (Jamie’s 30 Minute Meals), 2010, ISBN 3-8310-1834-0.
- Jamie unterwegs… (Jamie does…), 2011, ISBN 978-3-8310-1845-1.
- Zu Gast bei Jamie (Jamie’s Great Britain), 2011, ISBN 978-3-8310-2035-5.
- Jamies 15-Minuten-Küche (Jamie’s 15-Minute Meals), 2012, ISBN 978-3-8310-2263-2.
- Cook clever mit Jamie (Save with Jamie), 2013, ISBN 978-3-8310-2485-8.
- Jamies Wohlfühlküche (Jamie’s Comfort Food), 2014, ISBN 978-3-8310-2716-3.
- Jamies Superfood für jeden Tag (Everyday Super Food), 2015, ISBN 978-3-8310-2893-1.
- Genial gesund: Superfood for Family & Friends (Super Food Family Classics), 2016, ISBN 978-3-8310-3159-7.
- Weihnachtskochbuch (Jamie Oliver’s Christmas Cookbook), 2016, ISBN 978-3-8310-3160-3.
- Jamies 5 Zutaten-Küche. Quick & Easy. (Englische Originalausgabe: 5 Ingredients. Quick & Easy Food) Dorling Kindersley, München 2017, ISBN 978-3-8310-3421-5.
- Jamie kocht Italien: Aus dem Herzen der italienischen Küche. (Jamie Cooks Italy) 2018, ISBN 978-3-8310-3584-7.
- Jamies Friday Night Feast Cookbook. 2019 (England), ISBN 978-0-241-37144-2.
- Veggies. 2019, ISBN 978-3-8310-3828-2.
- 7 Mal anders. (7 Ways) 2020, ISBN 978-3-8310-4091-9.
- Together – Alle an einem Tisch. 2021, ISBN 978-3-8310-4331-6.
- One – Geniale One Pot Gerichte, 2022, ISBN 978-3-8310-4579-2
- 5 Zutaten Mediterran – einfach genial kochen, 2023, ISBN 978-3-8310-4795-6

## Fernsehsendungen
- The Naked Chef (ORF, RTL II, RTL Living)
- Oliver’s Twist (RTL II, ORF, Sixx)
- Jamie’s Kitchen (RTL II, ORF)
- Happy Days Live (RTL2, ORF)
- Jamie’s School Dinners (RTL II, ORF)
- Jamie’s Great Italian Escape (RTL II, ORF, RTL Living)
- Jamie at Home (RTL2, ORF, RTL Living, Sixx)
- Jamie’s American Road Trip (RTL Living, Sixx)
- Jamie Oliver’s Food Revolution (RTL Living)
- Jamie’s Dream School
- Jamies 30 Minuten Menüs: Genial geplant – blitzschnell gekocht (Sixx, ORF, SRF zwei)
- Jamies 15 Minuten Gerichte (RTL Living, Sixx)
- Zu Gast bei Jamie (Sixx)
- Cook clever mit Jamie (Sixx)[14]
- Jamies Superfood für jeden Tag (RTL Living)
- Jamie’s Quick & Easy Food (RTL Living, Sixx)
- Jamie Oliver: Veggies (RTL Living)
- Jamies and Jimmies Food Fight Club (RTL Living, SRF zwei[15])
- Jamie: Keep Cooking and Carry On (RTL Living, SRF zwei)
- Clever kochen mit Jamie Oliver (Originaltitel: Save with Jamie 1. Großbritannien 2016), SRF zwei[15]

## DVDs
- Jamie Oliver The Naked Chef Frische Küche
- Jamie Oliver The Naked Chef Genial Kochen
- Jamie Oliver The Naked Chef Kochen ohne Limit
- Jamie Oliver The Naked Chef Die neue Kochlust
- Jamie Oliver in Oliver’s Twist
- Jamie Oliver in Oliver’s Twist 2
- Jamie Oliver in Oliver’s Twist 3
- Jamie Oliver in Jamie’s Kitchen
- Jamie Oliver in Jamie’s School Dinners
- Jamie Oliver Jamie’s Great Italian Escape
- Jamie Oliver Happy Days
- Jamie Oliver Jamie at Home
- Jamie Oliver Jamie at Home